# АІК (хокейний клуб)
АІК (швед. AIK Ishockey) — хокейний клуб з м. Стокгольм, Швеція. Заснований у 1921 році. Виступає у чемпіонаті Елітсерії. Домашні ігри команда проводить на арені «Говет» (8094 глядачів). Кольори клубу чорний і жовтий.
Чемпіон Швеції (1934, 1935, 1938, 1946, 1947, 1982, 1984), срібний призер (1930, 1936, 1940, 1968, 1978, 1981).
Найсильніші гравці різних років: 
- воротарі: Ч. Свенссон, Лейф Гольмквіст, Пелле Ліндберг;
- захисники: Берт-Ула Нурдландер, Рольф Едберг, Бу Ерікссон, Рікард Францен, Дік Тернстрем, Бретт Гауер;
- нападаники: Л. Е. Ерікссон, Бенгт Лундгольм, Лейф Гольмгрен, Ульф Нільссон, Ульф Ісакссон, Андерс Гоканссон, Матс Уландер, Пер-Ерік Еклунд, Петер Градін, Т. Леман.

Найбільших успіхів у роботі з клубом досягли тренери Е. Ліндстрем і Андерс Пармстрем.